# Ярусникові
Гілокомієві (Hylocomiaceae) — родина листкостеблових мохів ряду гіпнобрієві (Hypnales).

## Опис
До родини відносяться здебільшого великі жорсткі наземні мохи з багаторазовоперистими лежачими або, рідше, висхідними стеблами, до 20 см завдовжки. Вони утворюють блискучі щільні дернинки.

## Поширення
Поширені лише у північній півкулі. В Україні росте 4 види.

## Класифікація
Родина містить 15 родів
- Ctenidium
- Hylocomiastrum
- Гілокомій (Hylocomium)
- Leptocladiella
- Leptohymenium
- Loeskeobryum
- Macrothamnium
- Meteoriella
- Neodolichomitra
- Orontobryum
- Плевроцій (Pleurozium)
- Puiggariopsis
- Rhytidiadelphus
- Rhytidiopsis
- Schofieldiella